# Karmel Heilig Blut

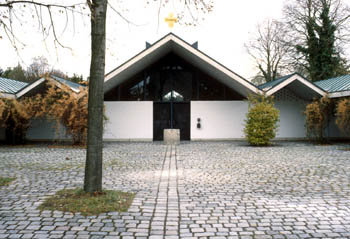
Vorhof des Karmels mit Eingang zur Klosterkirche

Der Karmel Heilig Blut ist ein Kloster der Unbeschuhten Karmelitinnen (OCD) in Dachau. Das Kloster wurde 1964 von Karmelitinnen aus dem Karmel St. Joseph in Bonn-Pützchen aus gegründet und von den Architekten Josef Wiedemann, Rudolf Ehrmann und Oswald Peithner entworfen. Das Kloster befindet sich unmittelbar nördlich am Gelände des ehemaligen Konzentrationslagers Dachau an der Würm. Zum Konvent gehören etwa 20 Schwestern.

## Geschichte

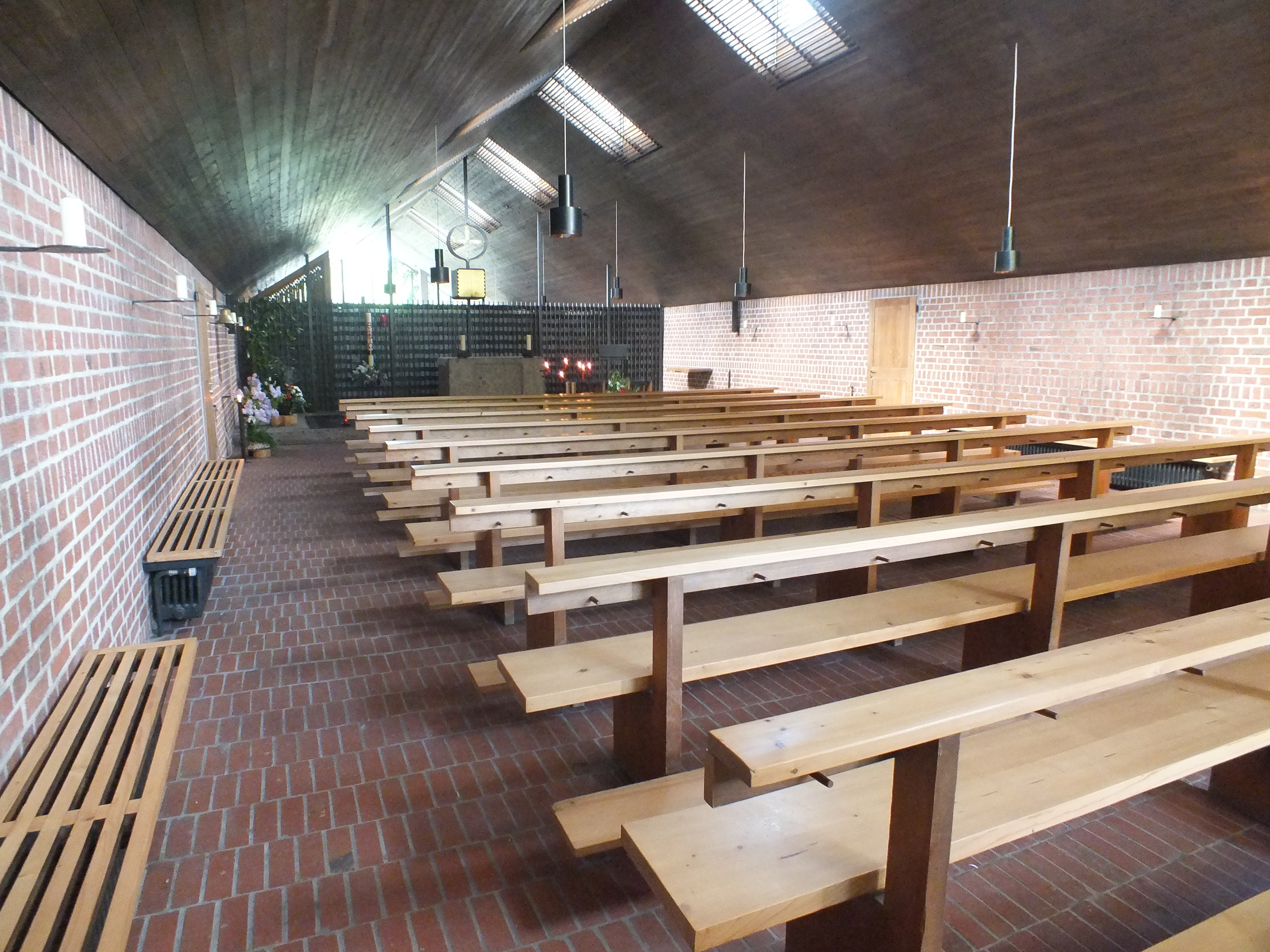
Inneres der Klosterkirche mit Blick zum Chorraum mit Altar, Tabernakel und Klausurgitter

Die Initiative, an diesem Ort ein kontemplatives Kloster zu gründen, geht auf die damalige Priorin des Karmels in Pützchen, Sr. Maria-Theresia von der gekreuzigten Liebe († 1970), zurück. Sr. Maria Theresia wollte an einem Ort der Gewalt und des Grauens eine Stätte der Sühne und der Versöhnung errichten. Neben dem damaligen Ortsbischof von Köln, Joseph Kardinal Frings unterstützen auch die Kardinäle Hermann Volk und Julius Döpfner die Idee und den Bau eines Klosters an diesem Ort. Einer der Hauptinitiatoren des Klosters war der Weihbischof in München und Freising, Johannes Neuhäusler, der in der Kirche auch bestattet ist. Die erste heilige Messe wurde am Fest des kostbaren Blutes des Jahres 1964, dem 1. Juli, im Vorhof der Klosterkirche gefeiert; die Kirchweihe nahm Julius Kardinal Döpfner am 22. November desselben Jahres vor. Das frühere Fest des kostbaren Blutes war zugleich Patrozinium der Kirche und des Karmels.

## Klosteranlage
Die Architektur des Hauses bildet eine Kreuzesform. Seine Achse ist die der Lagerstraße, die Zellen der Schwestern bilden die Arme, der Kreuzgang das Haupt, Kirche und Chor den Leib, der Altar mit dem Tabernakel das Herz. Zum Kloster gehört ein ca. 8 ha großer Klostergarten mit einem kleinen See. Den Vorhof des Klosters betritt man durch einen der ehemaligen Wachtürme des Lagers. An den Wänden rechts und links befinden sich einige erhaltene Reliquien von in der Zeit des Nationalsozialismus im Konzentrationslager in Dachau ermordeten Priestern.